# Šmalčja vas
Šmalčja vas je naselje u slovenskoj Općini Šentjerneju. Šmalčja vas se nalazi u pokrajini Dolenjskoj i statističkoj regiji Donjoposavskoj regiji. 

## Stanovništvo
Prema popisu stanovništva iz 2002. godine naselje je imalo 165 stanovnika.